# Canale Mussolini. Parte seconda
Canale Mussolini. Parte seconda è un romanzo di Antonio Pennacchi pubblicato nel 2015 come sequel di Canale Mussolini del 2010. Il libro è stato a sua volta seguito da La strada del mare pubblicato nel 2020.

## Trama
Il romanzo copre un arco temporale che dalla seconda guerra mondiale arriva sino ai primi anni '80 del XX secolo. 
Protagonista sono sempre i membri della famiglia Peruzzi, l'attenzione si pone soprattutto su Diomede, uno dei tanti cugini del narratore (anche se spesso viene narrata un pezzo di storia di qualche altro membro del clan). Figlio illegittimo della zia Modigliana, rosso di capelli (caso unico nella vasta famiglia), cresciuto ribelle e solitario, insofferente a ogni autorità, litigioso e pronto a farsi giustizia a colpi di sassate, a dodici anni abbandona la scuola e incomincia a lavorare come garzone muratore. Dopo l'8 settembre 1943, per non essere arruolato, si offre volontario per l'Organizzazione Todt, venendo inviato prima alla costruzione di alcune opere difensive della linea gotica e poi ad apprestare fortificazioni e campi minati sul litorale laziale, al comando di Eberhard, un ingegnere militare tedesco, poco più anziano di lui (che allora era diciottenne), e con cui nasce un legame di solida amicizia che si rinsalderà ancora di più in occasione dello Sbarco di Anzio in cui i due insieme con le poche forze tedesche presenti e i coloni riescono a contrastare gli anglo-americani durante la prima notte di sbarco (episodio già narrato nel primo libro da un'altra ottica) permettendo al comando tedesco di far affluire nuove forze e bloccare per oltre quattro mesi gli alleati. Purtroppo, quando ormai i tedeschi stanno incominciando a ritirarsi, una scheggia di granata ferisce mortalmente Eberhard, che, in punto di morte, confessa il suo amore per Diomede (fatto di cui già si erano avuti segnali, che l'italiano non aveva voluto cogliere), questo fatto lo segnerà per sempre. 
Il 25 maggio 1944, ultimo giorno di guerra a Latina (all'epoca Littoria), quando i tedeschi ormai se n'erano andati, ma gli anglo-americani non erano ancora arrivati, Diomede riesce a entrare nella sede della Banca d'Italia, bombardata, prelevandone il tesoro (così almeno raccontava lo zio Adelchi ma Diomede negherà sempre) e incominciando una rapida carriera di imprenditore edile e di ricostruttore della città. 
Il canale Mussolini, che per diversi mesi aveva segnato il fronte, torna ad assumere il suo ruolo di elemento fondamentale della bonifica e gli sfollati tornano ai loro poderi e danno inizio alla ricostruzione e al risanamento delle terre inondate e bombardate.
La guerra però non è finita e continua sempre più a nord, e ancora una volta, com'era già successo durante la prima parte della guerra, in cui rappresentanti dei Peruzzi avevano combattuto su tutti i fronti, dall'Africa alla Russia, ci sono Peruzzi che combattono dappertutto: Paride, che ha aderito alla Repubblica Sociale Italiana, è nel nord a caccia di partigiani a fianco dei tedeschi, suo fratello Statilio, combatte contro i tedeschi nei ranghi dell'esercito italiano fedele al governo Badoglio, prima in Corsica e poi sulla linea gotica. Il cugino Demostene è partigiano della brigata Stella Rossa e combatte contro nazisti e repubblichini, fino a incontrare Paride, che non vedeva da quando era bambino, e a riallacciare un legame che sarebbe poi durato per tutto il resto della vita.
Ma in parallelo alla storia dei Peruzzi scorre la storia della Resistenza con i suoi atti di valore, le stragi, i tradimenti e le vendette postume. C'è anche un fugace riferimento alla vicenda del comandante partigiano Riccardo Fedel.
Diomede apre una società, intestata alla madre Modigliana in quanto lui è ancora minorenne, e incomincia una proficua attività, più o meno legale, trafficando con gli americani (che per qualche motivo lo avevano soprannominato "Big Boss") e il CLN insediatosi a Latina, e ottenendo appalti per sminare i campi minati, che aveva egli stesso impiantato l'anno precedente con Eberhard, e per ricostruire la città e i dintorni. 
La sua impresa crescerà rapidamente, per tutti gli anni '60 e '70, fino a diventare una multinazionale anche se Diomede continuerà a trattare i suoi dipendenti come faceva nei primi anni, paternalismo e sassate, finché, dopo il sessantotto, la nuova coscienza presa dai lavoratori lo porterà a scontrarsi duramente con loro.

## Edizioni
- Antonio Pennacchi, Canale Mussolini. Parte seconda, Arnoldo Mondadori Editore, 2015, pp. 425. ISBN 9788804657880